# Plexus veineux vertébraux externes
Les plexus veineux vertébraux externes (ou plexus veineux extrarachidiens) sont constitués de plexus veineux antérieurs et postérieurs qui s'anastomosent librement entre eux et avec les veines caves (supérieure et inférieure), derrière les azygos.
- Les plexus externes antérieurs se trouvent sur les faces antérieures et latérales du corps des vertèbres qui envoient des affluents, et communiquent avec les veines basivertébrales et intervertébrales.
- Les plexus externes postérieurs sont placés en partie sur les surfaces postérieures des arcs vertébraux et de leurs processus, et en partie entre les muscles dorsaux profonds.

Ils sont plus développés dans la région cervicale et s'anastomosent avec les veines cervicales profondes, vertébrales et occipitales.
Les plexus veineux vertébraux externes communiquent avec les plexus veineux vertébraux internes et se jettent dans les mêmes veines.

## Image supplémentaire

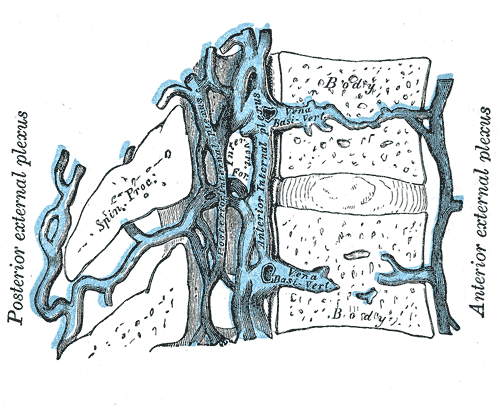
Section sagittale de deux vertèbres thoraciques, montrant les plexus veineux vertébraux externes sur les bords latéraux.